# Степанищев, Михаил Тихонович
Михаи́л Ти́хонович Степани́щев (2 (15) ноября 1917 — 8 сентября 1946) — лётчик, участник Великой Отечественной войны, дважды Герой Советского Союза.

## Биография
Михаил Тихонович Степанищев родился 2 (15) ноября (в некоторых источниках — 12 декабря) 1917 года в деревне Первое Колесово (ныне — Задонского района Липецкой области).
В Красной Армии с 1937 года. В 1938 году окончил Ворошиловградскую военную авиационную школу. В июне 1941 года — младший лейтенант.
Участник Великой Отечественной войны с июня 1941 года. Воевал рядовым лётчиком-штурмовиком, затем командиром звена, эскадрильи на Южном, Сталинградском и Юго-Западном фронтах. Затем штурман 76-го гвардейского штурмового авиационного полка 1-й гвардейской штурмовой авиационной дивизии 8-й воздушной армии 4-го Украинского фронта, гвардии капитан; заместитель командира 76-го гвардейского штурмового авиационного полка и 1-й гвардейской штурмовой авиационной дивизии 1-й воздушной армии 3-го Белорусского фронта, гвардии майор.
В ноябре 1943 года группа из 6 самолётов, возглавляемая Степанищевым, в районе Верхнего Рогачика (Херсонская область) уничтожила 7 танков и 20 автомашин противника. В апреле 1944 года группа из 18 самолётов Ил-2 под руководством Степанищева в ходе штурмовки аэродрома противника в районе станции Джанкой уничтожила 11, повредила 15 бомбардировщиков.
14 января 1945 года группа М. Т. Степанищева штурмует скопление боевой техники противника, уничтожая до десятка танков и три самоходных орудия. 7 апреля 1945 года заместитель командира 76-го гвардейского штурмового авиационного полка гвардии майор Степанищев четырежды водит группу штурмовиков на уничтожение живой силы и артиллерии противника под Кёнигсбергом, а свой последний боевой вылет, в должности заместителя командира 1-й гвардейской штурмовой авиадивизии, он совершает в небе столицы гитлеровской Германии.
Звание Героя Советского Союза присвоено Степанищеву за 127 успешных боевых вылетов, образцовое выполнение боевых заданий командования по уничтожению живой силы и техники врага под Сталинградом, при освобождении Донбасса, Северного Кавказа и Крыма и проявленные при этом отвагу и мужество. Особенно отличился Степанищев, командуя группой штурмовиков, при уничтожении живой силы и артиллерии противника в районе Кёнигсберга. За героизм и самоотверженность, проявленные в этих боях, Степанищев награждён второй медалью «Золотая Звезда». Всего за годы войны Степанищев совершил 234 боевых вылета. Был тяжело ранен.
После войны продолжал службу в ВВС в городе Барановичи Брестской области Беларуси. 8 сентября 1946 года покончил жизнь самоубийством из табельного оружия.

## Награды
- дважды Героя Советского Союза (26 октября 1944 года, 29 июня 1945 года);
- орден Ленина;
- четыре ордена Красного Знамени;
- орден Богдана Хмельницкого 3-й степени;
- орден Александра Невского;
- орден Отечественной войны 1-й степени;
- медали.

## Память
- В селе Хмелинец Задонского района Липецкой области установлен бронзовый бюст дважды Героя Советского Союза М. Т. Степанищева.
- В городе Барановичи установлена мемориальная плита в память о лётчике-герое, его именем назван сквер.
- Улица имени М. Т. Степанищева есть в городе Задонске и в городе Нальчике.
- 30 октября 1959 года имя Степанищева присвоено новой улице в Липецке.
- в городе Волгограде в микрорайоне «Родниковая долина» имя Степанищева присвоено новой улице